# Bojan Radew
Bojan Aleksandrow Radew (bg. Боян Александров Радев; ur. 25 lutego 1942 w Perniku) – bułgarski zapaśnik. Dwukrotny złoty medalista olimpijski.
Walczył w stylu klasycznym, w kategorii półciężkiej (do 97 kilogramów). Brał udział w dwóch igrzyskach (IO 64, IO 68), na obu triumfował. Był mistrzem świata w 1966, srebrnym medalistą tej imprezy w 1962 i 1967. Stawał na podium mistrzostw Europy (srebro w 1968).